# Teresa di Baviera
Principessa Teresa di Baviera, tedesco: Therese Charlotte Marianne Auguste von Bayern (Monaco di Baviera, 12 novembre 1850 – Lindau, 19 dicembre 1925), fu una principessa bavarese, nonché etnologa, zoologa, botanica e scrittrice di viaggi; fu sempre attiva nel settore dell'assistenza sociale.
Teresa era la terza figlia, e unica femmina, di Luitpold, principe reggente di Baviera, e di sua moglie, l'arciduchessa Augusta Ferdinanda d'Asburgo-Lorena di Toscana.

## Biografia
Durante la sua vita, Teresa fece numerosi viaggi in giro per il mondo, dove collezionò esemplari di flora e fauna locale; scrisse molti libri a proposito di queste escursioni, nei quali descriveva la storia naturale dei luoghi visitati. I suoi primi lavori vennero pubblicati con lo pseudonimo di Th. v. Bayer.
Nel 1892 la principessa Teresa divenne la prima donna a divenire membro onorario dell'Accademia Bavarese di Scienze e Dottrine Umanistiche; lo stesso anno divenne poi membra onoraria della Società Geografica di Monaco. Nel 1897 fu anche la prima donna a ricevere un dottorato onorario presso l'Università Ludwig Maximilian di Monaco. Essa fu anche un membro corrispondente della Società Entomologica di Berlino.
Dopo la morte della Principessa, la sua importante collezione di reperti antropologici provenienti dal Sud America divenne parte della collezione del Museo Statale Bavarese di Etnologia.

## Pubblicazioni
Qui di seguito l'elenco delle pubblicazioni della principessa Teresa di Baviera (tra parentesi è indicata la traduzione dei titolo):
- Ausflug nach Tunis (Escursione a Tunisi), 1880
- Reiseeindrücke und Skizzen aus Russland (Impressioni e schizzi dalla Russia), Stoccarda, 1885
- Über den Polarkreis (Sul ghiaccio polare), 1889
- Über mexikanische Seen (Sui laghi messicani), Vienna, 1895
- Meine Reise in den Brasilianischen Tropen (I miei viaggi nei tropici brasiliani), Dietrich Remmer, Berlino, 1897
- Einiges über die Pueblo-Indianer, in "Völkerschau", 2, 1902, pp. 4–6 e 38-42
- Reisestudien aus dem westlichen Südamerika (Viaggi di studio nella parte occidentale del Sud America), 2 volumi, Berlino, 1908

## Teresa di Baviera al cinema
La principessa Teresa di Baviera è comparsa in un film documentario del 1997 a lei dedicato:
- Wolfgang Voelker, Prinzessin Therese von Bayern - Forscherin, Sammlerin, Weltreisende, trasmesso su Phoenix sabato 15 febbraio 2003 alle 21:00.

## Antenati
|                                      |                           |                                         | Genitori                                               |  |  | Nonni |  |  | Bisnonni                           |  |  | Trisnonni                                  |  |
|                                      |                           |                                         |                                                        |  |  |       |  |  | Massimiliano I Giuseppe di Baviera |  |  | Federico Michele di Zweibrücken-Birkenfeld |  |
|                                      |                           |                                         |                                                        |  |  |       |  |  | Massimiliano I Giuseppe di Baviera |  |  | Federico Michele di Zweibrücken-Birkenfeld |  |
|                                      |                           | Maria Francesca del Palatinato-Sulzbach |                                                        |  |  |       |  |  | Massimiliano I Giuseppe di Baviera |  |  |                                            |  |
| Ludovico I di Baviera                |                           |                                         |                                                        |  |  |       |  |  | Massimiliano I Giuseppe di Baviera |  |  |                                            |  |
|                                      |                           | Augusta Guglielmina d'Assia-Darmstadt   | Giorgio Guglielmo d'Assia-Darmstadt                    |  |  |       |  |  |                                    |  |  |                                            |  |
|                                      |                           | Augusta Guglielmina d'Assia-Darmstadt   | Giorgio Guglielmo d'Assia-Darmstadt                    |  |  |       |  |  |                                    |  |  |                                            |  |
|                                      |                           | Augusta Guglielmina d'Assia-Darmstadt   | Maria Luisa Albertina di Leiningen-Dagsburg-Falkenburg |  |  |       |  |  |                                    |  |  |                                            |  |
| Luitpold di Baviera                  |                           | Augusta Guglielmina d'Assia-Darmstadt   |                                                        |  |  |       |  |  |                                    |  |  |                                            |  |
|                                      |                           | Federico di Sassonia-Altenburg          | Ernesto Federico III di Sassonia-Hildburghausen        |  |  |       |  |  |                                    |  |  |                                            |  |
|                                      |                           | Federico di Sassonia-Altenburg          | Ernesto Federico III di Sassonia-Hildburghausen        |  |  |       |  |  |                                    |  |  |                                            |  |
|                                      |                           | Federico di Sassonia-Altenburg          | Ernestina Augusta di Sassonia-Weimar                   |  |  |       |  |  |                                    |  |  |                                            |  |
| Teresa di Sassonia-Hildburghausen    |                           | Federico di Sassonia-Altenburg          |                                                        |  |  |       |  |  |                                    |  |  |                                            |  |
|                                      |                           | Carlotta di Meclemburgo-Strelitz        | Carlo II di Meclemburgo-Strelitz                       |  |  |       |  |  |                                    |  |  |                                            |  |
|                                      |                           | Carlotta di Meclemburgo-Strelitz        | Carlo II di Meclemburgo-Strelitz                       |  |  |       |  |  |                                    |  |  |                                            |  |
|                                      |                           | Carlotta di Meclemburgo-Strelitz        | Federica Carolina Luisa d'Assia-Darmstadt              |  |  |       |  |  |                                    |  |  |                                            |  |
| Teresa di Baviera                    |                           | Carlotta di Meclemburgo-Strelitz        |                                                        |  |  |       |  |  |                                    |  |  |                                            |  |
|                                      | Ferdinando III di Toscana | Leopoldo II d'Asburgo-Lorena            |                                                        |  |  |       |  |  |                                    |  |  |                                            |  |
|                                      | Ferdinando III di Toscana | Leopoldo II d'Asburgo-Lorena            |                                                        |  |  |       |  |  |                                    |  |  |                                            |  |
|                                      | Ferdinando III di Toscana | Maria Luisa di Borbone-Spagna           |                                                        |  |  |       |  |  |                                    |  |  |                                            |  |
| Leopoldo II di Toscana               | Ferdinando III di Toscana |                                         |                                                        |  |  |       |  |  |                                    |  |  |                                            |  |
|                                      |                           | Luisa Maria Amalia di Borbone-Napoli    | Ferdinando I delle Due Sicilie                         |  |  |       |  |  |                                    |  |  |                                            |  |
|                                      |                           | Luisa Maria Amalia di Borbone-Napoli    | Ferdinando I delle Due Sicilie                         |  |  |       |  |  |                                    |  |  |                                            |  |
|                                      |                           | Luisa Maria Amalia di Borbone-Napoli    | Maria Carolina d'Asburgo-Lorena                        |  |  |       |  |  |                                    |  |  |                                            |  |
| Augusta Ferdinanda d'Asburgo-Toscana |                           | Luisa Maria Amalia di Borbone-Napoli    |                                                        |  |  |       |  |  |                                    |  |  |                                            |  |
|                                      |                           | Massimiliano di Sassonia                | Federico Cristiano di Sassonia                         |  |  |       |  |  |                                    |  |  |                                            |  |
|                                      |                           | Massimiliano di Sassonia                | Federico Cristiano di Sassonia                         |  |  |       |  |  |                                    |  |  |                                            |  |
|                                      |                           | Massimiliano di Sassonia                | Maria Antonia di Baviera                               |  |  |       |  |  |                                    |  |  |                                            |  |
| Maria Anna Carolina di Sassonia      |                           | Massimiliano di Sassonia                |                                                        |  |  |       |  |  |                                    |  |  |                                            |  |
|                                      |                           | Carolina di Borbone-Parma               | Ferdinando I di Parma                                  |  |  |       |  |  |                                    |  |  |                                            |  |
|                                      |                           | Carolina di Borbone-Parma               | Ferdinando I di Parma                                  |  |  |       |  |  |                                    |  |  |                                            |  |
|                                      |                           | Carolina di Borbone-Parma               | Maria Amalia d'Asburgo-Lorena                          |  |  |       |  |  |                                    |  |  |                                            |  |
|                                      |                           | Carolina di Borbone-Parma               |                                                        |  |  |       |  |  |                                    |  |  |                                            |  |